# Modo mixolidio

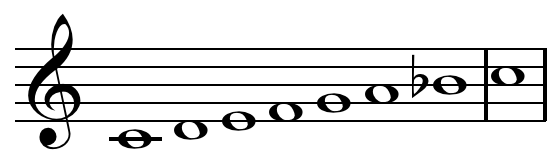
Modo mixolidio moderno en do.

Modo mixolidio en música puede hacer referencia a tres conceptos distintos relacionados con escalas debido a confusiones históricas en la transcripción:
- uno de los harmoniai o tonoi griegos basado en una especie de octava concreta, la octava si'-si.
- uno de los modos eclesiásticos medievales, también llamado modo VII, tetrardus authenticus o modo auténtico de sol.[2]
- una escala diatónica modal moderna, relacionada con el modo medieval.

## Modo mixolidio griego

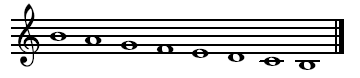
Modo mixolidio griego en si.

En la teoría musical de la antigua Grecia es más apropiado emplear los términos harmonia o tonos (en plural harmoniai o tonoi), ya que la palabra «modo» es un término latino posterior. Así pues, el tonos mixolidio fue inventado por Safo, la poetisa y músico del siglo VII a. C.
Se construye, como el resto de modos auténticos griegos, descendentemente a partir de la nota tónica del modo mediante dos tetracordos idénticos separados por un tono entero.
La teoría musical griega distinguía tres géneros de escalas:
- En el género diatónico la interválica descendente de cada tetracordo es tono-tono-semitono.
- En el género cromático la interválica descendente de cada tetracordo es tercera menor-semitono-semitono.
- En el género enarmónico la interválica descendente de cada tetracordo es tercera mayor-cuarto de tono-cuarto de tono.

En su género diatónico está formado por la sucesión de notas que se produce al tocar todas las teclas blancas de un piano de si a si (si | la sol fa mi | (mi) re do si). Se trata de una escala descendente que va desde la nota paramese hasta hypate hypaton, formada por un tono entero de paramese a mese seguido por dos tetracordos lidios conjuntos.
Esta misma secuencia de notas ordenada ascendentemente es equivalente al modo locrio actual.
|                                            |
| Mixolidio griego en mi (género diatónico). |

|                                                        |
| Mixolidio griego en mi (género cromático). Reproducirⓘ |

|                                                         |
| Mixolidio griego en mi (género enarmónico). Reproducirⓘ |

## Modo mixolidio medieval
Durante la Edad Media se llevó a cabo una reorganización del sistema modal, de tal manera que los modos pasaron a ser ascendentes. Se les llama también modos eclesiásticos o gregorianos por ser utilizados en el canto llano litúrgico. Estos modos medievales son una copia de los ocho tonos bizantinos y tomaron sus denominaciones de los modos griegos.
La iglesia bizantina desarrolló en sus orígenes un sistema de ocho modos musicales (el oktōēchos), que sirvió como modelo para que los teóricos del canto llano medieval europeo desarrollaran su propio sistema de clasificación modal a partir del siglo IX.
El éxito de la síntesis occidental de este sistema con elementos del cuarto libro de la serie De institutione musica de Boecio, creó la falsa impresión de que el oktōēchos bizantino era herencia directa de la antigua Grecia.
El término fue usado originalmente para designar a una de las harmoniai tradicionales de la teoría musical griega y tenía varios significados, entre los que se incluía el sentido de una octava formada por ocho sonidos. Este nombre fue tomado por el teórico Ptolomeo del siglo II junto con otros seis para designar sus siete tonoi o tonalidades de transposición.
Cuatro siglos más tarde, Boecio interpretó a Ptolomeo en latín, aún con el sentido de tonalidades de transposición en lugar de escalas. Cuando la teoría del canto llano estaba siendo formulada por primera vez en el siglo IX, estos siete nombres más un octavo, hipermixolidio (más tarde sustituido por hipomixolidio), fueron nuevamente reasignados en el tratado anónimo Alia Musica. Uno de los comentarios sobre ese tratado denominado Nova expositio, les dio por primera vez el sentido de especies de octavas diatónicas, o escalas.

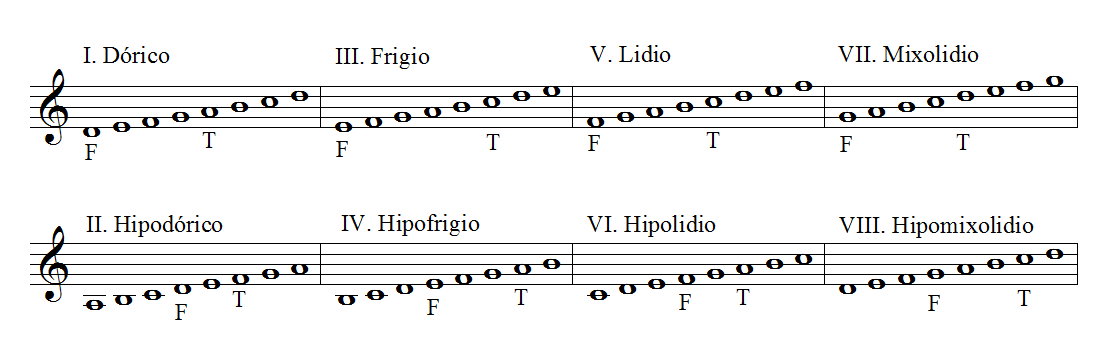
Los ocho modos medievales, la letra «F» indica la finalis y la «T» el tenor.

La denominación «mixolidio» llegó a ser aplicada a uno de los ocho modos de música eclesiástica medieval: el séptimo modo, que además del nombre griego también era conocido como modo VII, tetrardus authenticus o modo auténtico de sol.
La nota más importante de un modo era la finalis en la cual concluye; le sigue en importancia la nota de repercusión que era aquella en la que se desarrollaba la salmodia o recitación. En el modo mixolidio la finalis era sol y la nota de repercusión era re.
Este modo no va de si a si en las teclas blancas como el modo griego, sino que se define de dos maneras: como la especie de octava diatónica desde sol hasta sol de la octava superior, o como un modo cuyo final es sol y cuyo ambitus se extiende desde el fa por debajo del último hasta el sol superior, con posibles extensiones "por licencia" hasta el la superior e incluso hasta el mi por debajo, y en que la nota re (el tenor del correspondiente séptimo tono salmódico) tenía una importante función melódica.
Esta construcción teórica medieval condujo al uso moderno del término para la escala natural de sol a sol.
El séptimo modo de la música eclesiástica occidental es un modo auténtico que se basa y abarca la escala natural de sol a sol, con la quinta justa (el re en una escala de sol a sol) como dominante, tono de recitación o tenor.
El octavo modo plagal fue llamado hipomixolido o «mixolidio inferior». De igual manera que el mixolidio, se define de dos maneras: como la especie de octava diatónica desde re hasta re de la octava superior, dividido en modalidad final, sol (re-mi-fa-sol + sol-la-si-do-re); o como un modo cuyo final es sol y cuyo ambitus se extiende desde el do por debajo del final hasta el mi superior, con posibles extensiones "por licencia" hasta el la superior e incluso hasta el mi por debajo, y en que la nota do (el tenor del correspondiente octavo tono salmódico) tenía una importante función melódica.

## Modo mixolidio moderno

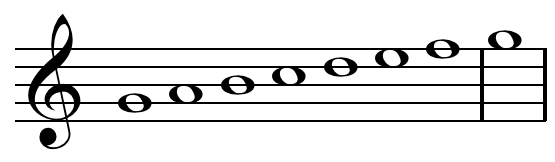
Modo mixolidio moderno en sol.

El modo mixolidio moderno o modo de sol, por el contrario, es una escala diatónica estricta que puede formarse de forma sencilla a partir de las teclas blancas del piano de sol a sol, así como cualquier transposición de su patrón de intervalos ascendente (T-T-S-T-T-S-T).
Debido a la importancia de la escala mayor en la música actual, este modo se suele describir como una escala mayor cuyo séptimo grado es un semitono más bajo. Este modo en ocasiones recibe la denominación de escala dominante, puesto que es el modo construido en el quinto grado o dominante de la escala mayor. El séptimo grado de la escala, con un bemol, está a un tritono de distancia de la mediante o tercer grado de la tonalidad.
El orden de tonos y semitonos en una escala mixolidia es ligeramente diferente del esquema de la escala mayor. La armadura de clave en consecuencia será la misma que la de la tonalidad mayor pero una quinta por debajo.
Ejemplos de construcción del modo mixolidio:
- Modo mixolidio en do: relacionado con la escala de fa mayor (do-re-mi-fa-sol-la-si♭-do).
- Modo mixolidio en re: relacionado con la escala de sol mayor (re-mi-fa♯-sol-la-si-do-re).
- Modo mixolidio en mi: relacionado con la escala de la mayor (mi-fa♯-sol♯-la-si-do♯-re-mi).
- Modo mixolidio en fa: relacionado con la escala de si bemol mayor (fa-sol-la-si♭-do-re-mi♭-fa)
- Modo mixolidio en sol: relacionado con la escala de do mayor (sol-la-si-do-re-mi-fa-sol).
- Modo mixolidio en la: relacionado con la escala de re mayor (la-si-do♯-re-mi-fa♯-sol-la)
- Modo mixolidio en si: relacionado con la escala de mi mayor (si-do♯-re♯-mi-fa♯-sol♯-la-si)

## Otras escalas relacionadas
- Moloch es el término empleado por los músicos de klezmer para la escala mixolidia. En klezmer suele utilizarse la transposición en do, en la cual los acordes más habituales son C, F y G7 (a veces Gm).[16]

- Khamaj es la escala equivalente en música clásica india.[17]

## Ejemplos

### Música tradicional
- "Old Joe Clark", canción tradicional en la mixolidio.[18][19]
- "She Moved Through the Fair", canción tradicional irlandesa.[20]

### Bandas Sonoras Originales
- Tema musical de Star Trek[21]

### Música popular urbana
Este tipo de escala es habitual en la armonía no clásica, como la que se da en géneros como el jazz, funk, blues y rock.
- "Bitter Sweet Symphony"  de The Verve en mi mixolidio.[cita requerida]
- "Cinnamon Girl" de Neil Young en re mixolidio.[22]
- "Cult of Personality" de Living Colour en sol mixolidio.[22]
- "Dark Star" de The Grateful Dead, en la mixolidio.[23]
- "Don't Tell Me" de Madonna en re mixolidio.[22]
- "Express Yourself" de Madonna.[24]
- "Get Down Tonight" de KC and The Sunshine Band en fa mixolidio.[22]
- "Gloria" de Them.[24]
- "Hey Jude" de The Beatles, solamente la sección "outro".[25]
- "I'm so Glad" de Cream en mi mixolidio.[22]
- "Jessica" de The Allman Brothers Band en la mixolidio.[22]
- "Let It Loose" de The Rolling Stones.[26]
- "Los dinosaurios" de Charly García en do mixolidio.[22]
- "Lovebug" de Jonas Brothers en si mixolidio, en el coro cambia a mi jónico.[cita requerida]
- "Mariposa Tecknicolor" de Fito Páez en si mixolidio.[27]
- "Marquee Moon " de Television[28][29]
- "Morning Mr Magpie" de Radiohead.[30]
- "No Rain" de Blind Melon en mi mixolidio.[22]
- "Norwegian Wood" de The Beatles en mi mixolidio,[22] con algunas estrofas en modo dórico.[19][31][32]
- "Ramblin' Man" de The Allman Brothers Band, con toques de blues.[32]
- "Royals" de Lorde.[33]
- "Scarlet Begonias" de The Grateful Dead en si mixolidio.[22]
- "Seven Bridges Road" de The Eagles en re mixolidio.[22]
- "Sweet Child o' Mine" de Guns N' Roses, el solo está en mi bemol menor natural.[34]
- "Sweet Home Alabama" de Lynyrd Skynyrd.[19]
- "Take the Money and Run" de Steve Miller Band en fa mixolidio.[22]
- "Tequila" de The Champs en fa mixolidio.[22]
- "That's Just the Way we Roll" de Jonas Brothers en re mixolidio, en el coro cambia a re jónico.[cita requerida]
- "You and I" de Lady Gaga.[35]